# Lappblågull
Lappblågull (Polemonium acutiflorum) är en växtart i familjen blågullsväxter. 